# Vitale Faliero
Vitale Faliero, Vital Faliero de Doni (zm. 1095) – 32-gi doża Wenecji od 1084 do 1095.